# Trevor Pinnock
Trevor Pinnock (* 16. prosince 1946 v Canterbury, Velká Británie) je anglický dirigent a cembalista. Je uměleckým vedoucím hudebního tělesa The English Concert, které již přes 30 let hraje barokní hudbu dobovými hudebními nástroji.

## Hudební kariéra
Jako cembalista cestuje a vystupuje po Evropě také s komorním souborem Akademie sv. Martina v polích (Academy of St. Martin in the Fields).
S hudbou začínal v rodném Canterbury již v dětství, neboť v tamní arcibiskupské katedrále působil jako zpěvák a později i coby varhaník. Zde se také seznámil se starou církevní hudbou. Starou hudbu později také vystudoval na Královské hudební akademii v Londýně. Zajímala ho především hudba pocházející ze 17. století. V roce 1972 založil hudební těleso The English Concert.
Kromě toho také působí jako dirigent a hostoval již mnohokrát u řady předních světových symfonických orchestrů, s nimiž často hraje i novější hudbu z období romantismu.